# Стешко, Фёдор Николаевич
Фёдор Никола́евич Стешко́ (рус. дореф. Ѳедоръ Николаевичъ Стешко, укр. Федір Миколайович Стешко, 23 августа (4 сентября) 1882, Каменка, Сосницкий уезд, Черниговская губерния, Российская империя — 31 декабря 1944, Прага, Протекторат Богемии и Моравии, Третий Рейх) — украинский общественный и военный деятель Украинской Дальневосточной республики (УДР), музыковед, теоретик, педагог, полковник Белой армии и Армии УНР.

## Биография

### Молодые годы и обучение
Родился в Каменке, Сосницкий уезд, Черниговская губерния. Обучение музыке начал в возрасте семи лет в образцовой церковно-приходской школе при Киевской духовной семинарии, где за хороший голос и слух маленького Фёдора взяли в церковный хор. Осенью 1888 года поступил в Софийскую духовную школу, в которой уже с первого года обучения начал петь в архиерейском хоре Михайловского монастыря. Свои музыкальные знания Стешко углублял в Киевской семинарии, куда поступил в 1892 году. Дополнительно учился в частной школе С. Блюменфельда, где в то время преподавал и Николай Лысенко — его подпись стоит на первом месте на удостоверении, которое Фёдор получил после окончания этих курсов. Одним из его товарищей во время учёбы в музыкальном учреждении был будущий выдающийся хормейстер Александр Кошиц. Главное внимание Стешко уделял штудированию теории музыки, занимаясь у Любомирского. После окончания в 1898 году семинарии Фёдор Николаевич был назначен учителем церковно-приходской школы в Тараще, где работал также дирижёром соборного хора.
В 1899 году резко поменял жизненный путь, поступив в Киевское военное училище, после окончания которого в 1901 году в звании старшины был назначен на Дальний Восток, там Стешко организовал военный полковой хор.

### В начале XX века
В 1908 году Ф. Стешко поступил в Александровскую военно-юридическую академию. Находясь в течение трёх лет в столице, углублял своё музыкальное образование, изучая историю музыки под руководством профессора консерватории Л. Саккетти. Окончив в 1911 году академию, подготовился и в 1912 году успешно сдал государственные экзамены при юридическом факультете Новороссийского университета, после чего вернулся к своему полку на Дальний Восток. В середине 1914 года Стешко был назначен на должность помощника военного прокурора Владивостокского гарнизона. Находясь на протяжении шести лет в городе, принимал активное участие в музыкальной жизни, избирался членом совета местного отделения Императорского музыкального общества.

### Деятель Украинской Дальневосточной Республики
Впоследствии подполковник Ф. Стешко стал одним из организаторов Владивостокской украинской общины, которая была создана 26 марта 1917 года, был избран председателем музыкальной секции Общества и дирижёром её хора, с которым в том же году принял участие в Шевченковском празднике. В мае организовал большой концерт украинской народной песни, который имел большой успех среди местной публики. С этого времени и до своего отъезда из Владивостока Фёдор Николаевич оставался активным участником местной украинской культурной жизни, выступая как хормейстер и дирижёр на многочисленных национальных концертах и праздниках. А позже — председатель военной секции Владивостокской украинской общины, с мая 1917 г. — председатель Владивостокской украинской общины.
В конце 1917 года, в условиях хаоса и анархии после большевистской революции в Петрограде, Стешко демобилизовался из армии и посвятил себя музыке. В октябре 1918 Федор был заместителем председателя IV Украинского Дальневосточного съезда и членом военной комиссии. На этом съезде Стешко избрали секретарем по военным делам Украинского Дальневосточного Секретариата. В 1917—1920 гг. занимался организацией украинских военных формирований на Дальнем Востоке.
В 1919 работал учителем в украинской школе в Владивостоке  был членом школьной комиссии Владивостокского украинского общества «Просвиты». Принимал активное участие в музыкальной жизни города, избирался кандидатом в члены Совета Владивостокского отделения Российского музыкального общества. Преподавал музыку в нескольких средних учебных заведениях и педагогическом институте во Владивостоке. Был активным участником и организатором украинской культурной жизнь в городе, был дирижером хора местной Украинской Громады, а впоследствии занимал должность главы «Просвиты». В этом же году Федор стал одним из основателей Украинской Дальневосточной краевого кооператива «Чумак», член его правления. В мае 1919 года был участником II сессии Украинского Дальневосточной Краевой Рады.
С развёртыванием гражданской войны и установлением на Дальнем Востоке колчаковской власти Стешко, как кадровый военный, был призван на службу и повышен — получил звание полковника и должность помощника военного прокурора Приамурского военного округа. В конце 1920 года полковник Фёдор Стешко руководил Украинским Революционным Штабом во Владивостоке, под руководством которого украинские военные 31 января принимал участие в восстании против белогвардейского правительства генерала Розанова.
В феврале 1920 выехал вместе с чехословацкими войсками в Европу с поручением Украинского Дальневосточного Секретариата к правительству УНР. После его доклада о положении Украинской Дальневосточной республики  правительством УНР были приняты некоторые меры в направлении дипломатической помощи притязаний дальневосточных украинцев. В начале июля 1920 Федор прибыл в Каменец-Подольский. С 6 июля 1920 Федора назначили начальником прокурорского отдела Главной военно-судебной управы Военного министерства УНР. Принимал участие в организации в Каменце-Подольском Народной консерватории, где преподавал элементарную теорию музыки, был дирижером одного из хоров. С 16 октября 1920 Стешко работал начальником культурно-образовательного отдела Генерального штаба Армии УНР.
В городе он пробыл около пяти месяцев и выехал в Польшу, сначала в Ченстохову, а впоследствии — в Тарнув, где в 1920—1922 годах Фёдор Николаевич возглавлял культурно-образовательный отдел Генерального штаба Армии УНР.

### Пражский период
В 1922 году, узнав о создании в Праге Украинского свободного университета, Стешко переехал туда для продолжения своих музыкальных студий. В течение 1923—1926 годов учился на факультете философии Карлова университета. В 1923 году начал преподавать музыковедение в недавно основанном Украинском высоком педагогическом институте им. М. Драгоманова. В 1924 году вместе с Н. Нижанковским, П. Щуровской и Ф. Акименко стал учредителем музыкально-педагогического отдела УВПИ и был избран его секретарём. Впоследствии Стешко стал заведующим кафедрой истории музыки, профессором, членом Сената института.
В 1931 году Фёдор Николаевич отбыл в путешествие в Галицию с целью сбора материалов к труду о чешских музыкантах в украинской церковной музыке. После закрытия УВПИ в 1934 году возглавил музыкальный отдел Славянского института и выступил инициатором создания при институте Архива славянской музыки, в частности его украинского отдела. Материал в сборник собирал в командировке в Болгарии и Югославии в 1935 году. В 1934—1937 годах, находясь в Ужгороде, исследовал историю церковного пения на Подкарпатской Руси, литургические произведения старинных греко-католических священников — композиторов Закарпатья. С 1937 года начал сотрудничать с только что основанным во Львове журналом «Украинская музыка», с 1938 года — член его редакционной коллегии.
Как отмечала исследовательница творчества Ф. Стешко Т. Беднаржова:
Он сумел вникнуть в малоисследованные участки украинской церковной музыки, очертить сферу её развития, отмечая, что украинское церковное пение является одним из лучших в мире со своими древними распевами и более новыми композициями мастеров церковного пения конца XVIII и начала XIX века.
Умер Фёдор Николаевич Стешко в 1944 году, похоронен на Ольшанском кладбище.

## Творчество
Под редакцией Стешко Украинским музыкальным обществом было издано пять выпусков песен немецких композиторов XIX века для голоса в украинских переводах, сделанных специально для этого издания. Он сотрудничал с Украинской общей энциклопедией (1930—1933, Львов) и с чешскими энциклопедическими изданиями, такими как Pazdrikuv Hudebni Slovnik Naucny (Брно, 1929—1938). После поездок на Закарпатье написал труд «Церковная музыка на Подкарпатской Руси» (Ужгород, 1936). Ф. Стешко является одним из первых исследователей древнеукраинской музыки, занимался транскрипцией нотного письма из старинных церковных книг. Так в Хорватии он переписывал старославянские литургические книги православного обряда. Из наиболее известных трудов, посвящённых этой теме — «Первые украинские нотопечати» (Прага, 1929), «Источники к истории начальной эпохи церковного пения на Украине» (Прага, 1929), «Первые украинские церковные композиции» (Львов, 1939).
За 20 лет работы в музыковедении заключил картотеку украинской музыкальной литературы, собирал материалы для словаря украинских и славянских музыкантов, составил внушительную музыкальную библиотеку из книг и нот на разных языках, собрал и систематизировал произведения Д. Бортнянского, был членом «Драгомановской комиссии» при Украинском институте обществоведения.